# Anaglyptus mysticus
Espèce
Statut de conservation UICN

 LC  : Préoccupation mineure
Anaglyptus mysticus, le clyte théologien, est une espèce d'insectes coléoptères de la famille des Cerambycidae.

## Description
Ce coléoptère d'une longueur de 0,6 à 1,5 cm est reconnaissable à ses élytres tricolores à dessins variables, blanc cassé et rouge sur fond noir,.

## Habitat et mode de vie
Anaglyptus mysticus se nourrit de végétaux ligneux et herbacés.
Son cycle de vie total est de deux ans. Les adultes, nés d'avril à juillet, préfèrent les fleurs d'arbrisseaux et notamment celles de l'aubépine, tandis que leurs larves habitent les arbres à feuillage caduc dont elles minent les branches mortes et les souches.
Distribution : Europe, Caucase, Transcaucasie, Turquie et Afrique du Nord.

## Synonymie
Selon INPN (22 août 2014) :
- Clytus (Anaglyptus) mysticus
- Clytus mysticus L.